# Neil Patrick Harris
Neil Patrick Harris (Albuquerque, 15 giugno 1973) è un attore, comico, cantante, prestigiatore e doppiatore statunitense, noto soprattutto per aver interpretato ruoli da protagonista nelle serie televisive Doogie Howser, How I Met Your Mother (nel ruolo di Barney Stinson) e Una serie di sfortunati eventi (nel ruolo del Conte Olaf).
Nel corso della sua carriera ha ricevuto 4 nomination agli Young Artist Awards (vincendone 3), 6 nomination agli Emmy Awards (vincendone 2), 4 nomination ai Golden Globe (senza vincerne nessuno) e 4 nomination ai People's Choice Awards (vincendone 3).

## Biografia

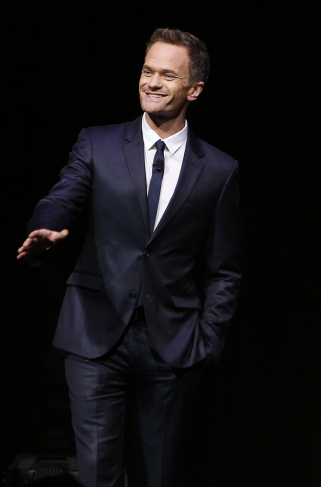
Neil Patrick Harris nel settembre del 2014

Nato ad Albuquerque e cresciuto a Ruidoso nel Nuovo Messico, figlio degli avvocati Sheila e Ron Harris, debutta al cinema a quindici anni nel film Il grande cuore di Clara, con Whoopi Goldberg, in un ruolo che gli vale una nomination ai Golden Globe 1989. In seguito ottiene piccole partecipazioni a telefilm come Blossom - Le avventure di una teenager e In viaggio nel tempo.
Diventa molto popolare come protagonista della serie TV Doogie Howser che racconta le vicende di un medico adolescente, ruolo che ricopre dal 1989 al 1993 e per il quale si aggiudica tre Young Artist Award, un People's Choice Award e una nomination ai Golden Globe. Grazie alla popolarità acquisita, nel 1991 appare anche in un episodio de I Simpson (episodio 3x04 Bart l'assassino) e interpreta il Dr. Doogie Howser in un episodio di Pappa e ciccia. Dopo svariati lavori televisivi, tra cui un episodio della serie La signora in giallo, nel 1997 recita nel film di fantascienza Starship Troopers - Fanteria dello spazio, dove interpreta il Colonnello Carl Jenkins.
Nel 2000 recita con Madonna e Rupert Everett in Sai che c'è di nuovo? e nel 2004 impersona una folle parodia di sé stesso in American Trip - Il primo viaggio non si scorda mai e nel sequel del 2008 Harold & Kumar - Due amici in fuga. Nel frattempo si dedica anche al teatro: nel 1997 interpreta Mark Cohen nel musical Rent (ruolo per il quale si aggiudica un Drama League Award), nel 2002 debutta a Broadway in Proof nel ruolo di Hal, l'anno dopo è in Cabaret come Emcee e successivamente partecipa a molti altri musical di successo. Presta la voce a Peter Parker in Spider-Man: The New Animated Series, recita nella sitcom Stark Raving Mad, nel film TV Miracolo di Natale (The Christmas Blessing) e appare come guest star in telefilm come Will & Grace, Law & Order: Criminal Intent e Numb3rs.

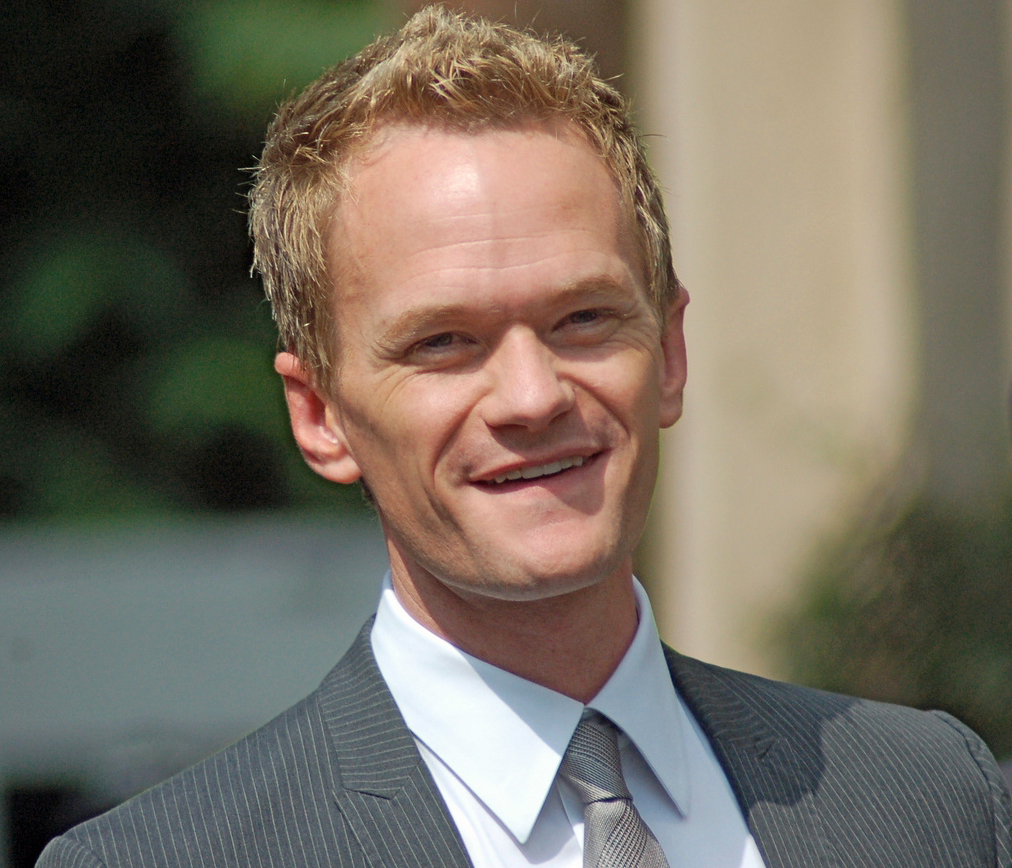
Neil Patrick Harris nel 2011

Nel 2005 diviene uno dei protagonisti della sitcom della CBS How I Met Your Mother, dove ha ricoperto per nove anni (fino al 2014) il ruolo del ricco donnaiolo Barney Stinson, che ha poi ripreso  nel 2023 come guest star nella serie spin-off How I Met Your Father. Nel 2008 Joss Whedon lo vuole come protagonista del suo Dr. Horrible's Sing-Along Blog, una serie musicale in tre atti distribuita esclusivamente sul web e in DVD, la cui interpretazione gli farà vincere uno Streamy Awards come miglior attore maschile in una web commedia. Nell'ottobre 2009 presta la sua voce per il personaggio "Dj Veteran" nel videogioco Saints Row 2 e nel 2010 è ancora la voce di Peter Parker nel videogioco Spider-Man: Shattered Dimensions.
Nel 2009 inizia anche una nuova carriera come presentatore televisivo, presentando infatti la 63ª edizione dei Tony Awards, la 61ª edizione degli Emmy Awards, la 7ª edizione dei TV Land Awards, un episodio del Saturday Night Live (episodio 34x12) e diventando inoltre giudice ospite alle selezioni della 9ª stagione di American Idol tenutesi a Dallas in Texas. A marzo del 2010 apre a sorpresa l'82ª cerimonia degli Oscar e ad agosto vince i suoi primi due Emmy Award: come miglior Guest star in una serie TV commedia per Glee (episodio 1x19 Dream On) e come presentatore del miglior programma televisivo dell'anno per la cerimonia dei Tony Awards. Dal 2007 al 2010 ha sempre avuto una nomination agli Emmy Awards e due nomination ai Golden Globe (nel 2009 e nel 2010) come Best Supporting Actor in a Comedy (miglior attore non protagonista in una serie TV commedia) per How I Met Your Mother senza però mai riuscire a vincere.
Nell'agosto del 2010 dirige la produzione artistica del rock musical Rent rappresentato all'Hollywood Bowl con Vanessa Hudgens nella parte di Mimi. Nel 2011 vince il suo secondo People's Choice Award come miglior attore preferito dal pubblico in una serie TV commedia e un Critics' Choice Television Award come miglior attore non protagonista in una serie TV commedia per How I Met Your Mother. Il 12 giugno 2011 è per la seconda volta sul palco dei Tony Awards alla conduzione della 65ª edizione della manifestazione e nell'occasione apre la cerimonia con un ironico numero musicale dal titolo Broadway: It's Not Just For Gays Anymore!.
Nel 2011 ritorna al cinema in Beastly, I Puffi (The Smurfs), A Very Harold & Kumar Christmas, nella commedia indipendente The Best and the Brightest e I Muppet, mentre è a teatro con il musical di Stephen Sondheim Company. Inoltre, dopo l'esordio come regista alla direzione di un episodio della quinta stagione di How I Met Your Mother (episodio 5x13, Gelosia), è di nuovo dietro la macchina da presa per la lavorazione del pilot di una nuova serie CBS e per la direzione della commedia romantica indipendente Aaron and Sarah.
Appassionato di magia fin da ragazzo, è un prestigiatore professionista, noto per essere un importante mentalista. Le sue due carriere si sono intrecciate nell'interpretazione del personaggio da lui interpretato in How I Met Your Mother Barney Stinson. Fa parte del consiglio di direzione del Magic Castle di Hollywood, un club molto esclusivo per prestigiatori professionisti. Nel 2006 ha vinto il Tannen's Magic Louis Award, nel 2008 ha presentato i World Magic Awards, partecipato come ospite d'onore al programma televisivo Top Chef Masters realizzato al Magic Castle e nell'estate 2011 diretto il one-man show di magia The Expert at the Card Table.
Nel 2010 Time ha inserito Harris fra le 100 persone più influenti del mondo. Il 15 settembre 2011, come era stato preannunciato nel giugno dell'anno precedente, l'attore ha ricevuto la sua stella sulla celebre Hollywood Walk of Fame. Nel 2014 viene preso nel cast della quarta stagione di American Horror Story: Freak Show di Ryan Murphy. Il 22 febbraio 2015 conduce l'87ª edizione della cerimonia degli Oscar. Dal 13 gennaio 2017 interpreta il personaggio del Conte Olaf nello show di Netflix Una serie di sfortunati eventi, da lui stesso prodotto. Nel 2021 interpreta l'Analista in Matrix Resurrections, quarto capitolo della serie Matrix. L'anno successivo interpreta l'agente immobiliare Michael nella serie Netflix Uncoupled.

## Vita privata

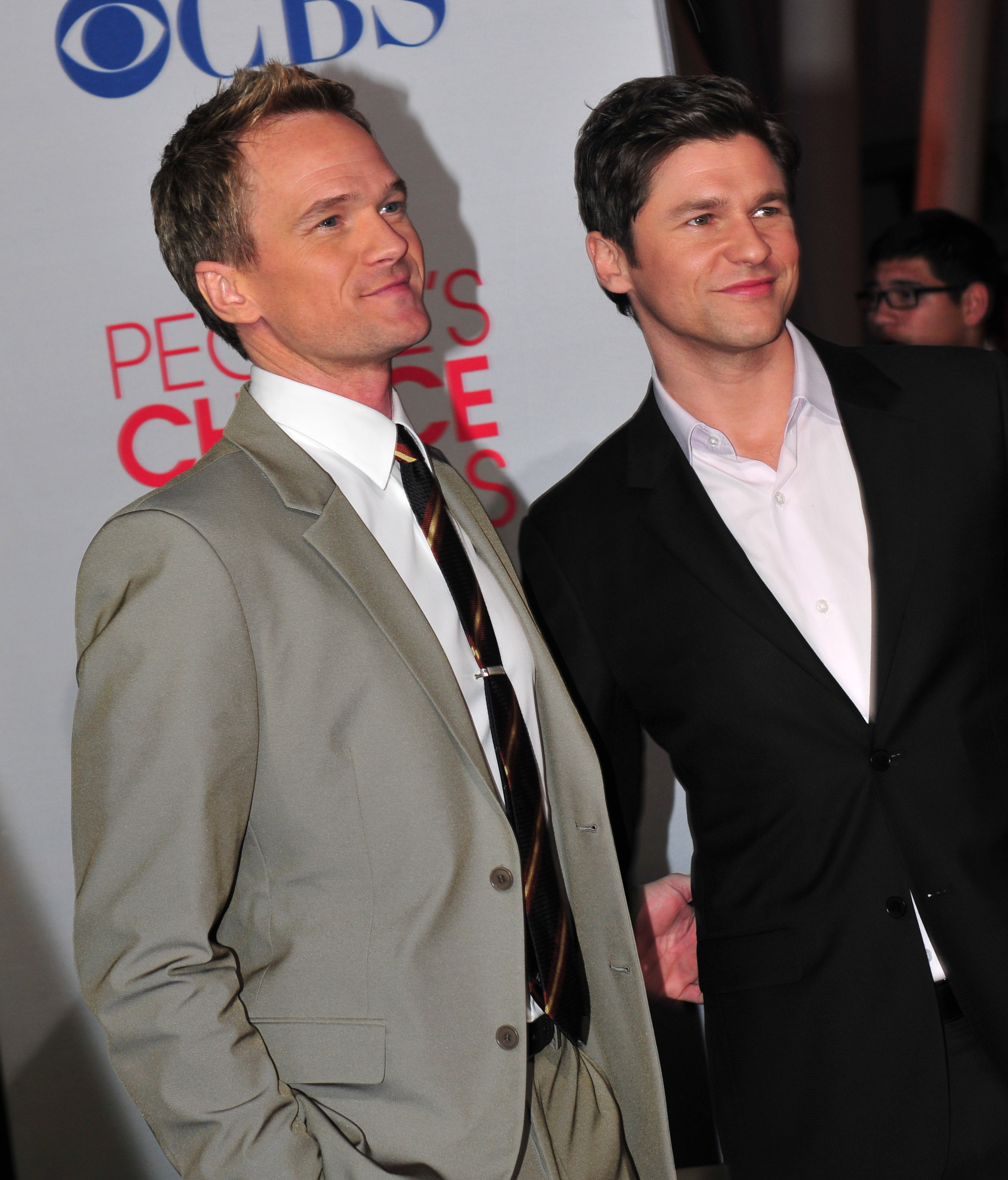
Neil Patrick Harris assieme al marito David Burtka

Negli anni novanta è stato fidanzato con Christine Taylor. Nel novembre del 2006 però, quando la sua relazione con l'attore David Burtka era stata ormai resa pubblica, l'attore ha fatto coming out, dichiarando alla rivista People di essere gay. I due attori, che sono stabilmente insieme dal 2004, sono genitori di due gemelli, Harper Grace e Gideon Scott, nati da madre surrogata il 12 ottobre 2010.
Il 25 giugno 2011 poche ore dopo la firma della legge che rende legale il matrimonio tra persone dello stesso sesso nello stato di New York, la coppia ha manifestato tramite Twitter l'intenzione di volersi presto sposare. L'8 settembre 2014 Harris ha confermato via Twitter il matrimonio fra lui e Burtka, avvenuto in Italia, a Perugia. Pamela Fryman, regista di lunga data di How I Met Your Mother, ha officiato il matrimonio, mentre Elton John si è esibito al ricevimento.

## Filmografia

### Cinema
- Il grande cuore di Clara (Clara's Heart), regia di Robert Mulligan (1988)
- L'amico venuto dallo spazio (Purple People Eater), regia di Linda Shayne (1988)
- Animal Room, regia di Craig Singer (1995)
- Starship Troopers - Fanteria dello spazio (Starship Troopers), regia di Paul Verhoeven (1997)
- La proposta (The Proposition), regia di Lesli Linka Glatter (1998)
- Sai che c'è di nuovo? (The Next Best Thing), regia di John Schlesinger (2000)
- The Mesmerist, regia di Gil Cates Jr. (2002)
- Undercover Brother, regia di Malcolm D. Lee (2002)
- American Trip - Il primo viaggio non si scorda mai (Harold & Kumar Go to White Castle), regia di Danny Leiner (2004)
- Harold & Kumar - Due amici in fuga, regia di Jon Hurwitz e Hayden Schlossberg (2008)
- Prop 8: The Musical, regia di Adam Shankman – cortometraggio (2008)
- Dracula's Daughters vs. the Space Brains, regia di Frank Ippolito e Ezekiel Zabrowski – cortometraggio (2010)
- The Best and the Brightest, regia di Josh Shelov (2010)
- Beastly, regia di Daniel Barnz (2011)
- I Puffi (The Smurfs), regia di Raja Gosnell (2011)
- I Muppet (The Muppets), regia di James Bobin (2011)
- Harold & Kumar - Un Natale da ricordare (A Very Harold & Kumar Christmas), regia di Todd Strauss-Schulson (2011)
- American Pie: Ancora insieme, regia di Jon Hurwitz, Hayden Schlossberg (2012) - cameo
- I Puffi 2 (The Smurfs 2), regia di Raja Gosnell (2013)
- Un milione di modi per morire nel West (A Million Ways to Die in the West), regia di Seth MacFarlane (2014)
- L'amore bugiardo - Gone Girl (Gone Girl), regia di David Fincher (2014)
- Downsizing - Vivere alla grande (Downsizing), regia di Alexander Payne (2017)
- Natale a 8 Bit (8-Bit Christmas), regia di Michael Dowse (2021)
- Matrix Resurrections (The Matrix Resurrections), regia di Lana Wachowski (2021)
- Il talento di Mr. C (The Unbearable Weight of Massive Talent), regia di Tom Gormican (2022)

### Televisione

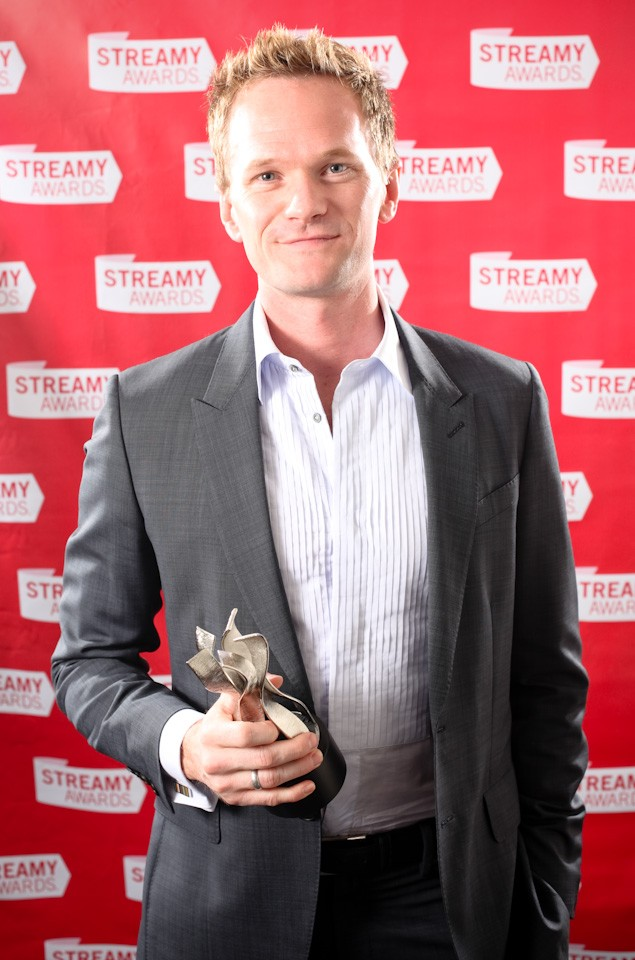
Neil Patrick Harris agli Streamy Awards 2009

- Troppo bello per essere vero (Too Good to Be True), regia di Christian I. Nyby II – film TV (1988)
- Hallmark Hall of Fame – serie TV, episodio 38x02 (1989)
- Detective Stryker (B.L. Stryker) – serie TV, episodio 1x05 (1989)
- La straniera (Cold Sassy Tree), regia di Joan Tewkesbury – film TV (1989)
- Doogie Howser (Doogie Howser, M.D.) – serie TV, 97 episodi (1989-1993)
- Un estraneo in famiglia (Stranger in the Family), regia di Donald Wrye – film TV (1991)
- Blossom - Le avventure di una teenager (Blossom) – serie TV, episodio 2x09 (1992)
- Pappa e ciccia (Roseanne) – serie TV, episodio 4x16 (1992)
- Capitol Critters – serie animata, 13 episodi (1992) – voce
- For Our Children: The Concert, regia di Louis J. Horvitz – speciale TV (1993)
- In viaggio nel tempo (Quantum Leap) – serie TV, episodio 5x16 (1993)
- La signora in giallo (Murder, She Wrote) – serie TV, episodio 9x19 (1993)
- Vendetta per amore (A Family Torn Apart), regia di Craig R. Baxley – film TV (1993)
- Una piccola vita da salvare (Snowbound: The Jim and Jennifer Stolpa Story), regia di Christian Duguay – film TV (1994)
- The Man in the Attic, regia di Graeme Campbell – film TV (1995)
- Mio figlio è innocente (Not Our Son), regia di Michael Ray Rhodes – film TV (1995)
- My Antonia, regia di Joseph Sargent – film TV (1995)
- Legacy of Sin: The William Coit Story, regia di Steven Schachter – film TV (1995)
- Oltre i limiti (The Outer Limits) – serie TV, episodio 2x13 (1996)
- Homicide (Homicide, Life on the Street) – serie TV, episodio 5x16 (1997)
- Il Natale più bello della mia vita (The Christmas Wish), regia di Ian Barry – film TV (1998)
- Giovanna d'Arco (Joan of Arc), regia di Christian Duguay – film TV (1999)
- Stark Raving Mad – serie TV, 22 episodi (1999-2000)
- Will & Grace – serie TV, episodio 2x20 (2000)
- Son of the Beach – serie TV, episodio 2x05 (2001)
- L'abito da sposa (The Wedding Dress), regia di Sam Pillsbury – film TV (2001)
- Sweeney Todd: The Demon Barber of Fleet Street in Concert, regia di Lonny Price – film TV (2001)
- Ed – serie TV, episodio 2x06 (2001)
- Il tocco di un angelo (Touched by an Angel) – serie TV, episodio 8x16 (2002)
- Boomtown – serie TV, episodio 1x11 (2003)
- Law & Order: Criminal Intent – serie TV, episodio 4x03 (2004)
- Numb3rs – serie TV, episodio 1x05 (2005)
- Jack & Bobby – serie TV, episodio 1x17 (2005)
- Miracolo di Natale (The Christmas Blessing), regia di Karen Arthur – film TV (2005)
- How I Met Your Mother – serie TV, 208 episodi (2005-2014)
- Dr. Horrible's Sing-Along Blog, regia di Joss Whedon – web musical (2008)
- Sesamo apriti (Sesame Street) – serie TV, episodio 39x02 (2008)
- Glee – serie TV, episodio 1x19 (2010)
- Neil's Puppet Dreams – webserie, 7 webisodi (2012-2013)
- American Horror Story – serie TV, episodi 4x11-4x12 (2015)
- Una serie di sfortunati eventi (A Series of Unfortunate Events) – serie TV, 25 episodi (2017-2019)
- It's a Sin – miniserie TV (2021)
- Uncoupled – serie TV, 8 episodi (2022)
- How I Met Your Father – serie TV, episodi 2x01-2x11 (2023)
- Doctor Who – serie TV, episodio speciale The Giggle (2023)
- Dexter: Resurrection – serie TV, episodio 1x04 (2025)

## Doppiaggio
- I Simpson, serie animata, episodio 3x04 Bart l'assassino (1991)
- The Golden Blaze, regia di Bryon E. Carson (2005)
- Justice League: The New Frontier, regia di Dave Bullock (2008)
- Piovono polpette (Cloudy with a Chance of Meatballs), regia di Phil Lord e Chris Miller (2009)
- Beyond All Boundaries, regia di David Briggs – cortometraggio (2009)
- Batman: Under the Red Hood, regia di Brandon Vietti (2010)
- Cani & gatti - La vendetta di Kitty (Cats & Dogs: The Revenge of Kitty Galore), regia di Brad Peyton (2010)
- Capitan Planet e i Planeteers (Captain Planet and the Planeteers) – serie TV, episodio 3x11 (1992)
- Static Shock – serie TV, episodio 1x12 (2001)
- La leggenda di Tarzan (The Legend of Tarzan) – serie TV, episodio 1x20 (2001)
- Justice League – serie TV, episodi 1x16-1x17 (2002)
- Spider-Man: The New Animated Series – serie TV, 13 episodi (2003)
- Me, Eloise – serie TV, (2006)
- I Griffin (Family Guy) – serie TV, episodi 5x16-7x16 (2007-2009)
- Batman: The Brave and the Bold – serie TV, episodio 1x25 (2009)
- Robot Chicken – serie TV, episodi 4x14-4x16 (2009)
- Carrie Underwood: An All-Star Holiday Special, regia di Nigel Lythgoe e Adam Shankman – film TV (2009)
- Yes, Virginia, regia di Pete Circuitt – film TV (2009)
- I pinguini di Madagascar (The Penguins of Madagascar) – serie TV, episodio 1x30 (2010)
- Spider-Man: Shattered Dimensions – videogioco, Spider-Man (Versione Amazing) (2010)
- Piovono polpette 2 - La rivincita degli avanzi (Cloudy with a Chance of Meatballs 2), regia di Cody Cameron e Kris Pearn (2013)

## Teatro
- Rent, colonna sonora e libretto di Jonathan Larson. Tour statunbitense (1997)
- Romeo e Giulietta di William Shakespeare, Old Globe Theatre di San Diego (1998)
- Sweeney Todd, colonna sonora di Stephen Sondheim, libretto di Hugh Wheeler. San Francisco Symphony Orchestra di San Francisco (2001)
- Proof di David Auburn. Walter Kerr Theatre di Broadway (2002)
- Cabaret, colonna sonora di John Kander e Fred Ebb, libretto di Joe Masteroff. Studio 54 di Broadway (2003)
- Assassins, colonna sonora di Stephen Sondheim, libretto di John Weidman. Studio 54 di Broadway (2004)
- Tick, Tick... Boom!, libretto e colonna sonora di Jonathan Larson. Menier Chocolate Factory di Londra (2005)
- Erano tutti miei figli di Arthur Miller. Geffen Playhouse di Los Angeles (2006)
- Amadeus di Peter Shaffer. Hollywood Bowl di Los Angeles (2006)
- Company, colonna sonora di Stephen Sondheim, libretto di George Furth. New York Philharmonic di New York (2011)
- Hedwig and the Angry Inch, colonna sonora di Stephen Trask, libretto di John Cameron Mitchell. Belasco Theatre di Broadway (2014)
- Into the Woods, colonna sonora di Stephen Sondheim, libretto di James Lapine. New York City Center di New York (2022)
- Peter Pan Goes Wrong di Henry Lewis, Jonathan Sayer ed Henry Shields. Ethel Barrymore Theatre di Broadway (2023)

## Riconoscimenti
- Golden Globe
  - 1989 – Candidatura al miglior attore non protagonista per Il grande cuore di Clara
  - 1992 – Candidatura al miglior attore in una serie commedia o musicale per Doogie Howser
  - 2009 – Candidatura al miglior attore non protagonista in una serie per How I Met Your Mother
  - 2010 – Candidatura al miglior attore non protagonista in una serie per How I Met Your Mother

- Premio Emmy
  - 2008 – Candidatura al migliore attore non protagonista in una serie tv commedia per How I Met Your Mother
  - 2009 – Candidatura al migliore attore non protagonista in una serie tv commedia per How I Met Your Mother
  - 2010 – Candidatura al migliore attore non protagonista in una serie tv commedia per How I Met Your Mother
  - 2010 – Outstanding Special Class Programs per la 63ª edizione dei Tony Award
  - 2010 – Migliore attore ospite in una serie comica o commedia per Glee
  - 2012 – Primetime Emmy Award per la 65ª edizione dei Tony Award
  - 2013 – Outstanding Variety Special (Live) per la 66ª edizione dei Tony Award

- Tony Award
  - 2014 – Miglior attore protagonista in un musical per Hedwig and the Angry Inch

## Doppiatori italiani
Nelle versioni in italiano nelle opere in cui ha recitato, Neil Patrick Harris è stato doppiato da:
- Nanni Baldini in Il grande cuore di Clara, La proposta, Beastly, American Horror Story, Una serie di sfortunati eventi, Dexter: Resurrection
- Roberto Gammino in I Puffi, I Muppet, I Puffi 2, Un milione di modi per morire nel West, Uncoupled
- Claudio Moneta in How I Met Your Mother, Harold & Kumar - Due amici in fuga, Harold & Kumar - Un Natale da ricordare, How I Met Your Father
- Fabrizio Manfredi in Doogie Howser, Glee, It's a Sin
- Alessandro Quarta in L'abito da sposa, Miracolo di Natale, Downsizing - Vivere alla grande
- Riccardo Scarafoni in Natale a 8 bit, Matrix Resurrections
- Francesco Pezzulli in Starship Troopers - Fanteria dello spazio, Il talento di Mr. C
- Simone D'Andrea in Undercover Brother, Doctor Who
- Edoardo Nevola in Una piccola vita da salvare
- Stefano Billi in Will & Grace
- Luca Ghignone in Law & Order: Criminal Intent
- Massimo De Ambrosis in American Trip - Il primo viaggio non si scorda mai
- Massimiliano Manfredi in Sai che c'è di nuovo?
- Gianfranco Miranda in American Pie: Ancora insieme
- Francesco Prando in L'amore bugiardo - Gone Girl
- Massimiliano Alto in La signora in giallo
- Antonio Sanna in Giovanna d'Arco
- Corrado Conforti in Boomtown
- Christian Iansante in Numb3rs

Da doppiatore è stato sostituito da:
- Marco Mete in Piovono polpette, Piovono polpette 2 - La rivincita degli avanzi
- Davide Garbolino in Justice League
- Massimo Di Benedetto in Spider-Man: The New Animated Series
- Fabrizio Vidale in Cani & gatti - La vendetta di Kitty
- Davide Lepore in I pinguini di Madagascar
- Daniele Raffaeli in Batman: Under the Red Hood
- Luca Sandri in Eat Lead: The Return of Matt Hazard